# Волоколамская (платформа)
Волокола́мская — остановочный пункт на Рижском направлении Московской железной дороги, является станцией маршрута МЦД-2. Расположен в районе Митино Северо-Западного административного округа Москвы. Открыта 23 ноября 2019 года в рамках проекта Московских центральных диаметров. Имеет пересадку на станцию метро «Волоколамская» через улицу.

## Строительство
Строительство остановочного пункта началось в конце 2018 года. Строительство первой платформы и конкорса завершено в 2019 года, строительство второй платформы планируется завершить в 2020 году. 27—28 июля в районе строительства путь на Москву был перенесён на новую ось. В конце июля 2019 года велось сооружение вестибюля и устройство земляного полотна.
Открыта 23 ноября 2019 года, через 2 дня после запуска МЦД-2.
На перспективу предусмотрено строительство второй островной платформы на будущих III и IV главных путях Рижского направления.

## Описание
По состоянию на конец 2019 года включает одну островную платформу между I и II путями. В будущем будет включать в себя две высокие островные платформы с выходом ко всем 4 главным путям. Платформы соединены конкорсом, который ведёт в здание транспортно-пересадочного узла. Конкорс оснащён лифтами и эскалаторами.

Южнее станции проходит Волоколамское шоссе с большим количеством автобусных маршрутов в сторону Красногорска, однако остановки на нём в районе станции нет. Выходы в сторону Волоколамского шоссе и какие-либо прямые пешеходные подходы отсутствуют. Ближайшая доступная остановка транспорта на Волоколамском шоссе «Таможня» находится в полутора километра.

## Пассажиропоток
С 23 ноября 2019 года за первую неделю работы платформой воспользовались более 55,9 тысяч пассажиров.

## Наземный общественный транспорт
На этой станции можно пересесть на следующие маршруты городского пассажирского транспорта:
- Автобусы: 313, с331, 368, с396, 741

## Галерея

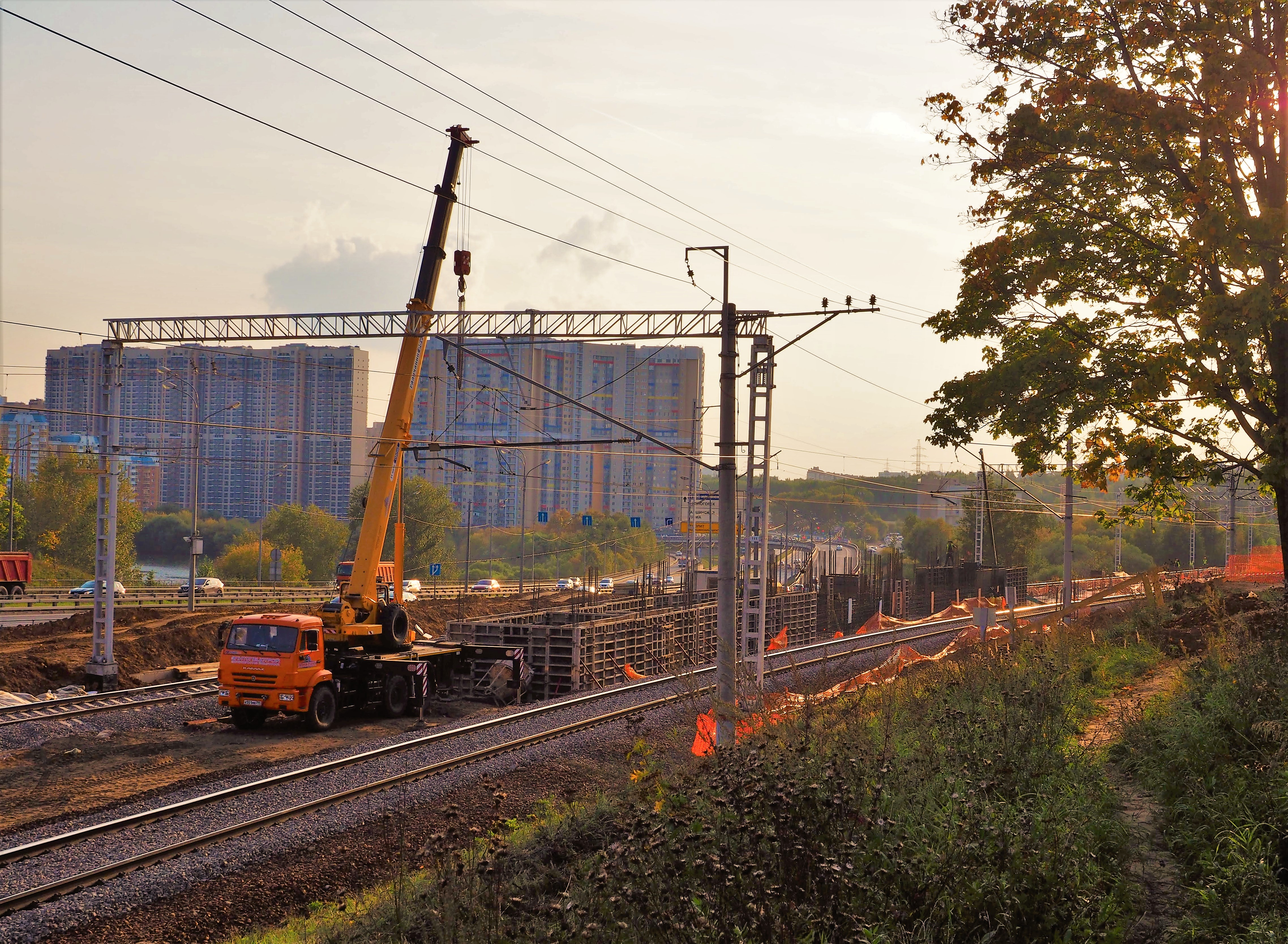
Строительство (сентябрь 2019)
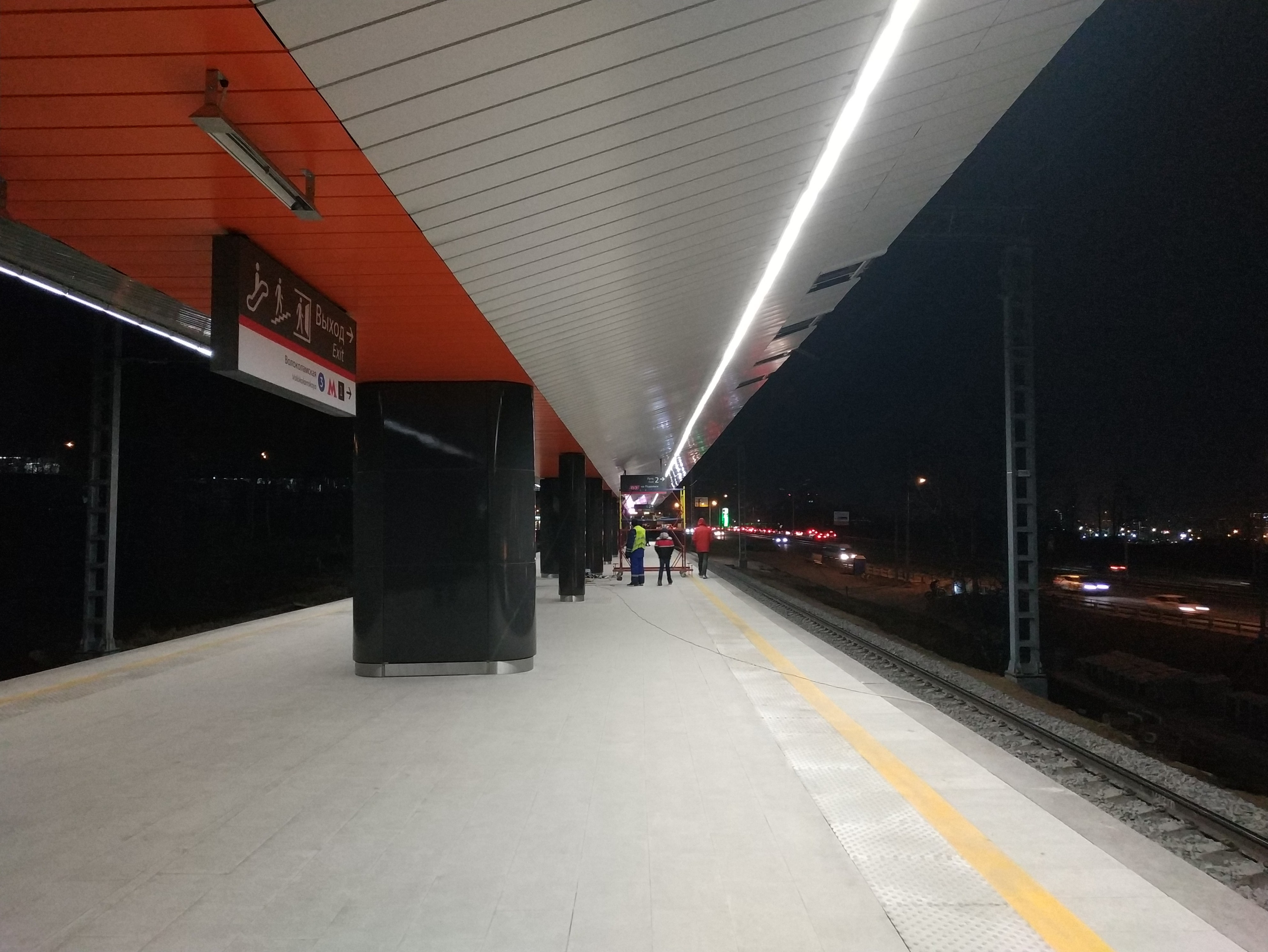
Платформа (2019)